# Souhvězdí Antinoa

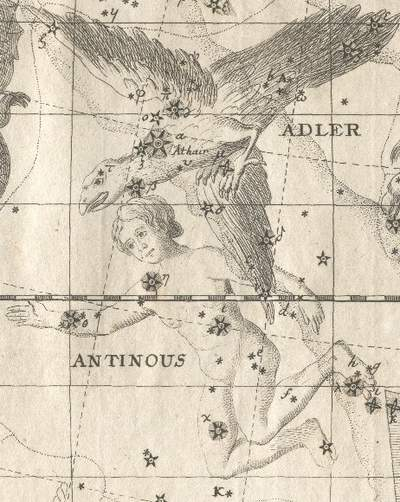
Souhvězdí Antinoa (dole) a Orla („Adler“ v němčině). Z knihy Vorstellung der Gestirne Johanna Bodea (1782).

Antinous bylo souhvězdí, které zaniklo z důvodu sloučení se souhvězdím Orla, s nímž sousedilo na severu.
Souhvězdí vytvořil císař Hadrián v roce 132. Antinous byl krásný mladík, kterého Hadrian miloval. Cassius Dio, který měl přístup ke ztracenému Hadrianovu deníku, napsal, že Antinous zemřel buď utonutím nebo (jak sám věřil) jako dobrovolná lidská oběť za zdraví a delší život svého císařského milence, což podporuje i Lambert (1984). Hadrián svého milence po smrti zbožštil a zvěčnil na obloze.

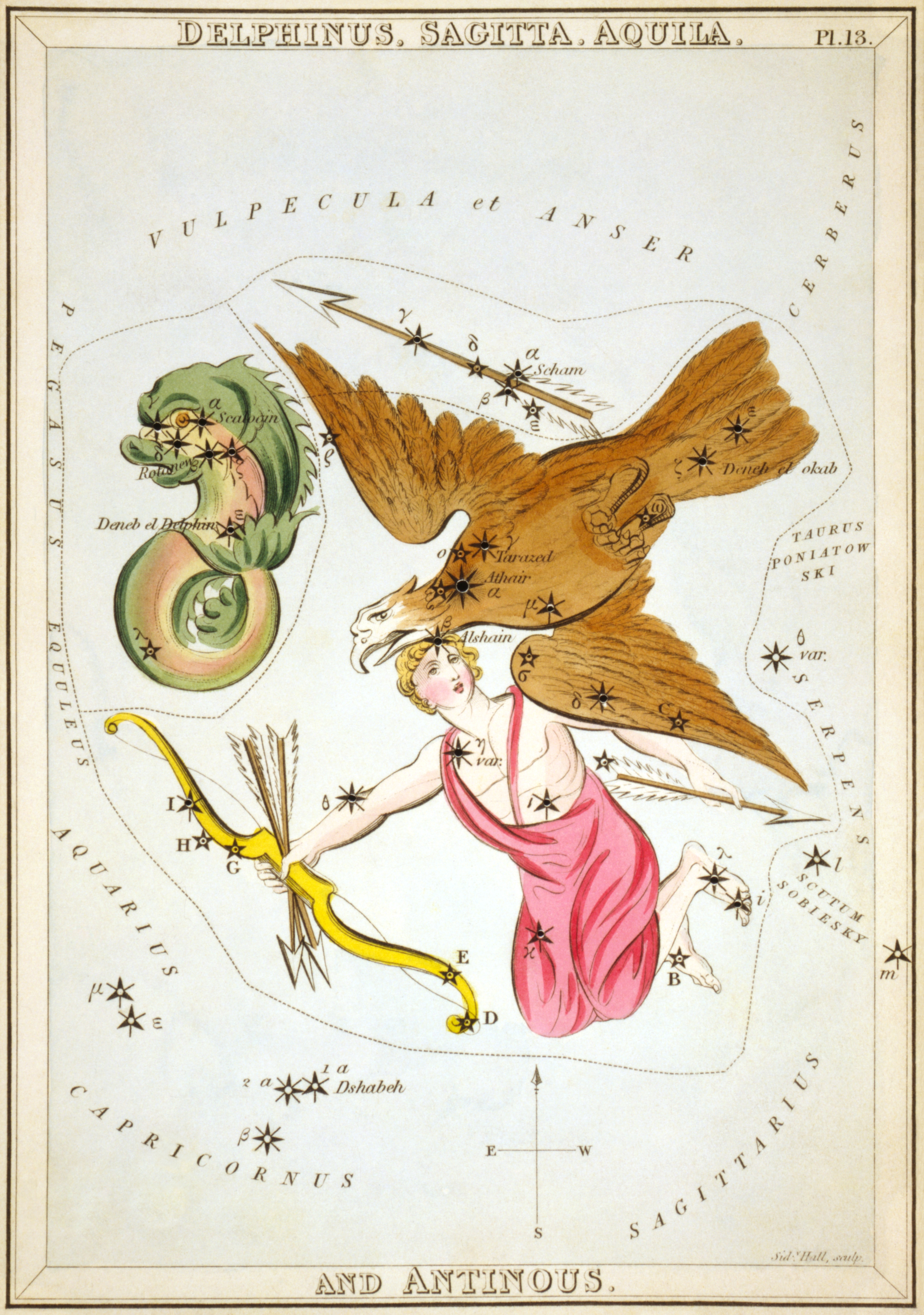
Karta ze Zrcadla Úranie (1825)

Dlouho se předpokládalo, že za zařazení Antinoa mezi souhvězdí je zodpovědný Tycho Brahe, ale později byl nalezen nebeský glóbus kartografa Caspara Vopela z roku 1536, který již takto pojmenované souhvězdí obsahuje, takže Brahe jednoduše změřil oblohu podle soudobých tradic a rozhodl se Antinoovi udělit samostatnou tabulku ve svém hvězdném katalogu.
V moderní době byl Antinous považován buď za asterismus v rámci souhvězdí Orla nebo za samostatné souhvězdí, dokud jej Mezinárodní astronomická unie nevyřadila při formalizaci souhvězdí v roce 1930.